# Шугылбай
Шугылбай (каз. Шұғылбай) — село в Кокпектинском районе Абайской области Казахстана. Административный центр Шугылбайского сельского округа. Код КАТО — 635077100.

## Население
В 1999 году население села составляло 891 человек (451 мужчина и 440 женщин). По данным переписи 2009 года, в селе проживали 592 человека (291 мужчина и 301 женщина).